# Påfåglar
Påfåglar (Pavo) är ett fågelsläkte som omfattar de två arterna påfågel och grön påfågel i familjen fasanfåglar. Släktet förekommer i Indien, Sri Lanka, Indokina och på Java. 

## Utseende
Påfåglarna hör till de största arterna bland hönsfåglarna och de är kraftigt byggda. Påfåglar skiljer sig markant från andra släkten i familjen genom hanens särartade stjärt. Hanens förlängda övre stjärttäckare, som är mycket längre än stjärtfjädrarna, är försedda med lysande, trefärgade fläckar som ser ut som ögon. Stjärten kan resas upp med starka muskler och bredas ut som en solfjäder. Den stora solfjädern fungerar som ett ornament, det vill säga ett fysiskt attribut som är en belastning men som signalerar för det andra könet om individens hälsa och kondition och därmed indirekt om dess genetiska kvalitet. Av världens alla fåglar är påfågelhanen den som har de längsta stjärttäckarna. Halsen är lång, huvudet litet, vingarna korta, benen höga. De har en välvd näbb som är tjock, och nederst formad som en hake. Tuppen har en sporre på foten. De har en ovanligt rik fjäderdräkt, med en fjäderbuske på huvudet. De anlägger adult fjäderdräkt under det tredje levnadsåret. 

## Ekologi
Påfåglar lever i vilt tillstånd i skogar, men har funnits som prydnadsfågel sedan antiken i Egypten och Europa. De föredrar öppna skogar eller regnskog med tät undervegetation, närhet till berg och vatten. De kan även dra sig till plantager om det finns träd där, i vilka de kan sova under natten.
Om påfåglarna blir skrämda, försöker de först springa ifrån faran. De flyger inte gärna, och när de gör så, flyger de klumpigt och inte långt. De söker vanligen skydd i träd. Vilda fåglar lever i flockar om ett tiotal exemplar.
Deras föda utgörs av säd, insekter och frukter. De kan ibland även äta ormar och andra lite större djur.
Beroende på var fågeln finns, häckar den olika tider på året. De får 4-12 ägg, som hönan ruvar tillgivet - så länge som hon får vara ostörd. Blir ruvningen störd, kan hon lämna äggen. Boet består av kvistar och blad, och är ganska slarvigt byggt. Efter trettio dagar kläcks äggen. Kycklingarna stannar hos modern i tre månader.
Hannarna kan vara aggressiva mot andra hönsfåglar, och mot varandra.

## Arter
De egentliga påfåglarna består av två arter:
- Påfågel (Pavo cristatus)
- Grön påfågel (Pavo muticus)

Inom fasanfågelfamiljen finns även det separata släktet Afropavo, representerad av den enda arten kongopåfågel med utbredning i de centralafrikanska regnskogarna.

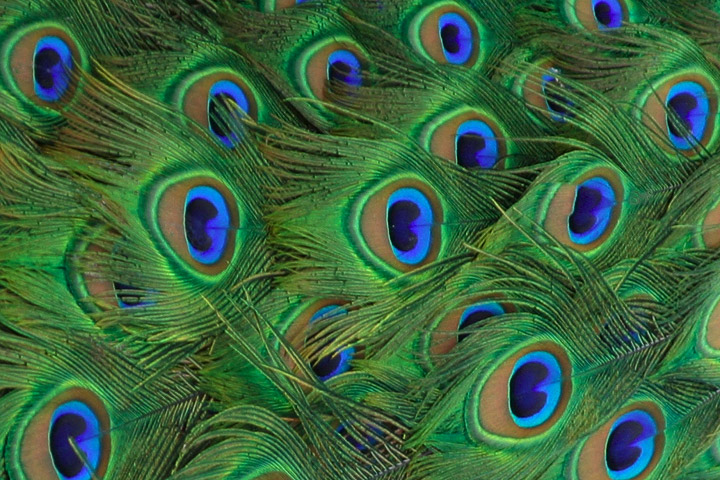
Närbild av stjärtfjädrar
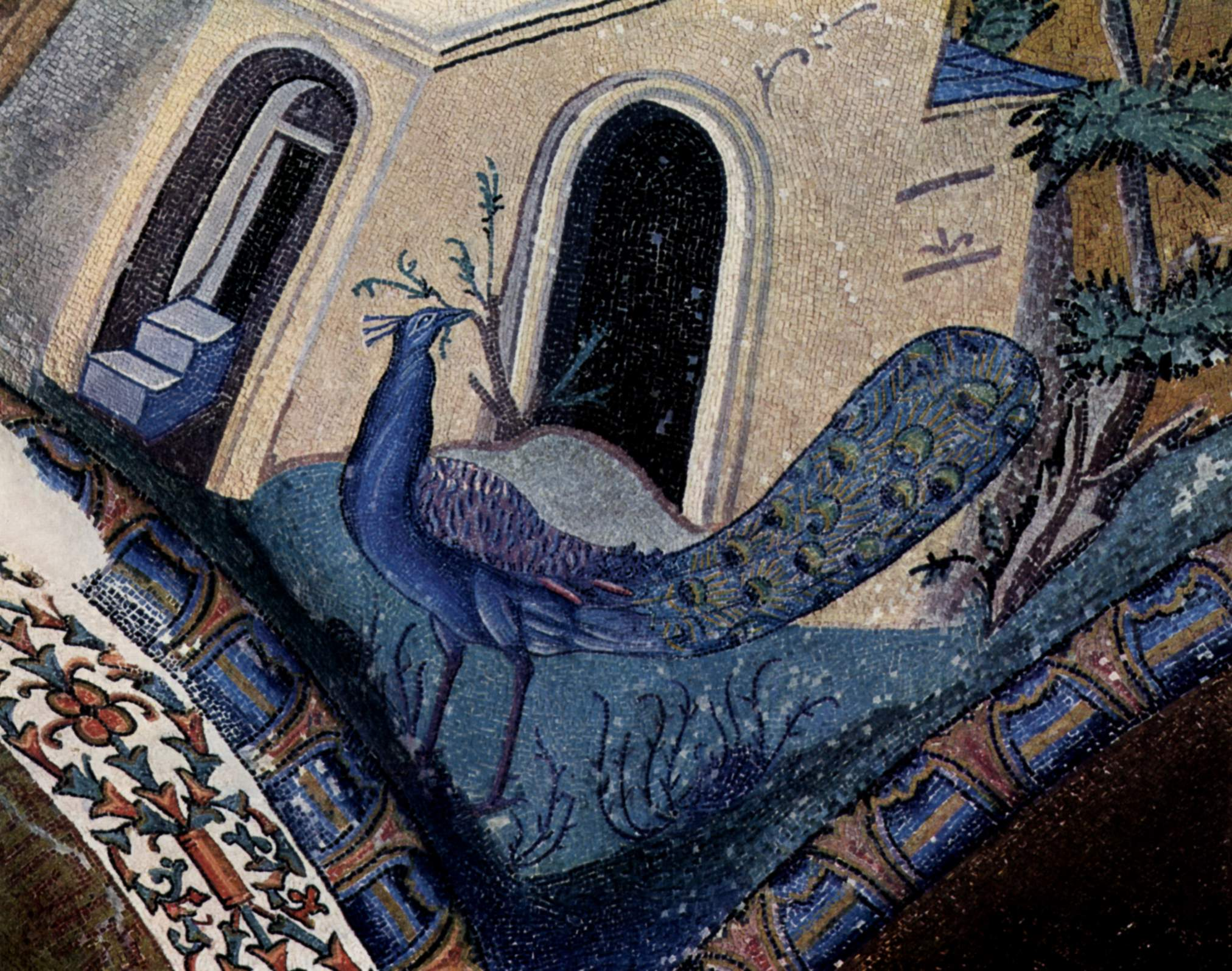
Mosaik från en klosterkyrka, Istanbul, Turkiet
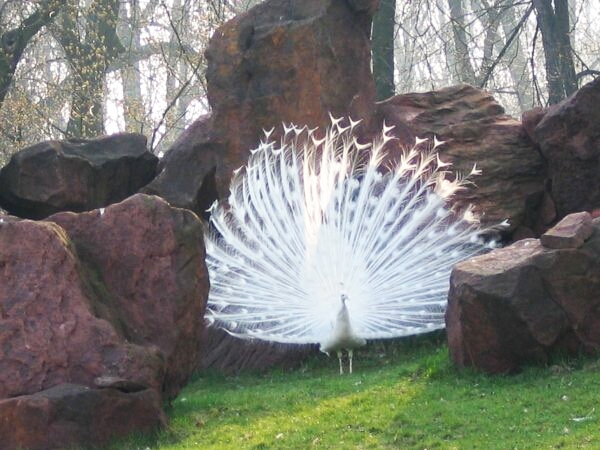
En vit påfågel.